# Estudi op. 10, núm. 8 (Chopin)

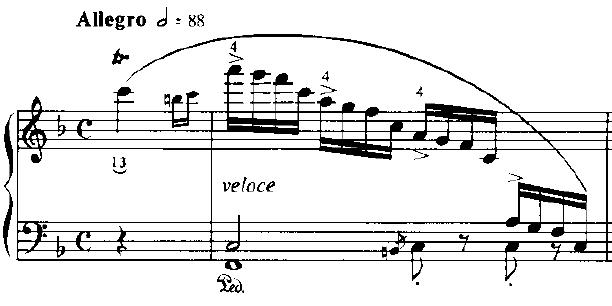
Fragment de l'Estudi op. 10, núm. 8

L'"Estudi op. 10 núm. 8", en fa major, és un dels dotze Estudis op. 10 per a piano compostos per Frédéric Chopin; rep el sobrenom d'estudi "Raig de sol". Aquests estudis aparegueren publicats el 1833 a França, Alemanya, i Anglaterra.
Aquesta peça deriva de l'Estudi núm. 7 però es diferencia clarament per l'ús del contrapunt. En aquest cas, però, la melodia principal és a la mà esquerra, mentre els arpegis de la mà dreta tenen un paper secundari.

## Estructura
Igual que en molts dels estudis, la peça es divideix en tres seccions: compassos núm. 1-28, núm. 29-60 i núm. 61-95. A l'inici, el dibuix melòdic de la mà dreta és directa, amb l'accent que cau sempre en la primera nota de cada grup de quatre semicorxeres. La principal dificultat és que han de ser interpretades en forte i legato, a gran velocitat, en moviments sobre el teclat ascendents i descendents de forma seqüencial. L'obligació de mantenir la melodia de la mà esquerra, mentre que encara es manté la melodia de la dreta, presenta una gran dificultat.
La secció central (compassos 29-60) compta amb unes elaboracions per la figuració inicial. La tonalitat de re menor dura només 7 compassos abans d'entrar en una extensa sèrie de modulacions fins al compàs 60 que es retorna al tema principal. Aquesta secció conté un exercici tècnic en què les mans es mouen en direccions oposades i de manera complementària (compassos 42-47 i 53-60), recurs que es pot trobar en l'Estudi núm. 4. Igual que en la primera secció, l'accent sempre cau en la primera nota de cada grup de quatre semicorxeres.
La secció final (compassos 61-95) és una breu repetició del tema de l'obertura amb la transició a la coda a partir del compàs 71. La coda comença pròpiament al compàs 75. Des del compàs 89 cap endavant hi ha un moviment paral·lel a dues mans en forte que condueix directament a les cadències arpegiades finals que cal executar en fortissimo.